# Audi Type B
Audi Automobilwerke GmbH Zwickau a sorti l’Audi Type B en 1911 en tant que successeur de l’Audi Type A et en a produit 360 exemplaires jusqu’en 1914 (jusqu’en 1917 selon d’autres sources).
Le véhicule était équipé d’un moteur quatre cylindres en ligne IOE à deux blocs d’une cylindrée de 2,6 litres installé à l’avant. Il développait 28 ch à 1 800 tr/min. Il entraînait les roues arrière via une transmission à quatre vitesses à arbre intermédiaire et un arbre à cardan. La voiture avait un châssis en échelle et deux essieux rigides a ressorts à lames. Elle était disponible en tant que voiture de tourisme à deux ou quatre places.
Un exemplaire a remporté la course alpine autrichienne en 1911.